# Peter Wulf (Glockengießer)
Peter Wulf († nach 1527) war ein deutscher Rot- und Glockengießer.

## Leben
Wulfs Leben ist nur unvollständig dokumentiert. 1492 erwarb er das Haus Fischergrube 23 in Lübeck, das er nachweislich bis 1527 besessen hat. Er goss mehrere Glocken in Lübeck und im Umland. Theodor Hach bezeichnete ihn als einen „mindestens auf der Grenze zum Künstler stehenden lübeckischen Zunftmeister“, und Johannes Kretzschmar zählte Wulf „zu den hervorragendsten Meistern Lübecker Erzgießer“.

## Werke

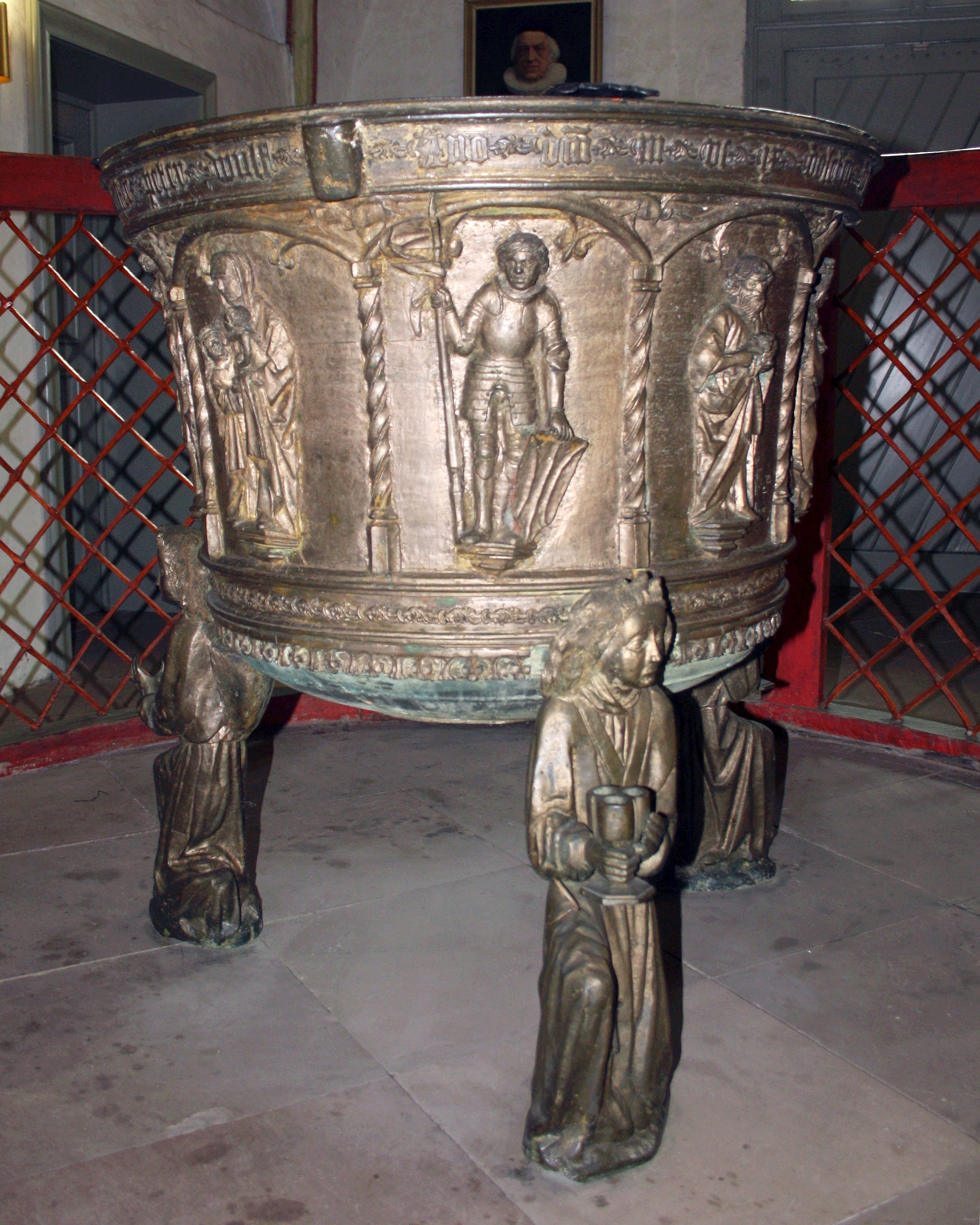
Taufe in Mölln

- nicht näher bezeichnete kleine Beier- oder Uhrschlagglocken für Marienkirche und Jakobikirche in Lübeck, undatiert[3]
- Taufbecken, St. Nicolai in Mölln, 1509
- 2 Glocken der Kirche Breitenfelde, 1511
- Glocke der St.-Johannis-Kirche, Bannesdorf auf Fehmarn, 1511
- Glocke in Borrby, Gemeinde Simrishamn in Schonen, 1520
- Glocke der Dorfkirche Klinken (?, nicht erhalten)